# Epicrionops
Genre
Epicrionops est un genre de gymnophiones de la famille des Rhinatrematidae.

## Répartition
Les huit espèces de ce genre se rencontrent dans le nord de l'Amérique du Sud.

## Liste des espèces
Selon Amphibian Species of the World (11 février 2014) :
- Epicrionops bicolor Boulenger, 1883
- Epicrionops columbianus (Rendahl & Vestergren, 1939)
- Epicrionops lativittatus Taylor, 1968
- Epicrionops marmoratus Taylor, 1968
- Epicrionops niger (Dunn, 1942)
- Epicrionops parkeri (Dunn, 1942)
- Epicrionops peruvianus (Boulenger, 1902)
- Epicrionops petersi Taylor, 1968

## Publication originale
- Boulenger, 1883 : Description of a new genus of Coeciliae. Annals and Magazine of Natural History, sér. 5, vol. 11, p. 202-203 (texte intégral).